# Ortoforia
L'ortoforia è la condizione di parallelismo degli assi visivi in visione distale nonché proporzionata convergenza degli stessi in visione prossimale.
Tale condizione può essere alterata dalla presenza di deviazioni oculari quali eteroforie o eterotropie.